# 36. pehotni polk (Italija)
36. pehotni polk Pistoia (italijansko 36° Reggimento Fanteria (Brigata Pistoia)) je bil pehotni polk Kraljeve italijanske kopenske vojske.

## Zgodovina
Med prvo svetovno vojno je bil polk nastanjen na soški fronti, medtem ko je bil polk med drugo svetovno vojno (1940-43) nastanjen v Severni Afriki.